# Симфония № 6 (Гайдн)
Симфония № 6 ре мажор, известная как «Утро» — симфония Йозефа Гайдна. Она была написана весной 1761 года вскоре после поступления композитора на службу к князю Эстерхази и стала первой написанной им на новом месте службы. Стиль симфонии находится под сильным влиянием итальянского Concerto grosso и изобилует сольными вставками для многих инструментов оркестра, включая даже контрабас и фагот во второй части.
Название симфонии не является оригинальным и происходит от медленного вступления к первой части, напоминающего восход солнца. Кроме того, симфонии № 7 и № 8, написанные вскоре и сходные по своим стилистическим особенностям с симфонией № 6, получили названия «Полдень» и «Вечер» соответственно.
Состав оркестра: флейта, два гобоя, фагот, две валторны, струнные (1-е и 2-е скрипки, альты, виолончели и контрабасы).

## Структура
1. Adagio — Allegro
2. Adagio — Andante — Adagio
3. Minuetto e Trio
4. Finale: Allegro